# パルスギャラリー
パルスギャラリーは、東京都新宿区神楽坂のギャラリー。

## 概要
美術大学出身のオーナー経営の神楽坂の静かなギャラリーで絵画から人形、アクセサリーなど色々な分野の展示が行われている。カフェが併設されておりお茶やコーヒーを飲みながら絵画鑑賞もできる。猫展や神楽坂の街並スケッチ展など、毎年いくつかのギャラリー企画展を開催している。

## 利用情報

### アクセス
- JR飯田橋駅西口から徒歩5分。
- 東京メトロ有楽町線・南北線飯田橋駅から4分。

### 開館日・開館時間
- 火曜日定休
- 開館時間は11時から19時

## 周辺情報
- 東京理科大学神楽坂キャンパス